# Robert Mueller
Robert Swan Mueller III (Nueva York, 7 de agosto de 1944) es un abogado y funcionario público estadounidense que fue el sexto director del Buró Federal de Investigaciones (FBI) de 2001 a 2013.
En mayo de 2017, Mueller fue nombrado por el fiscal general adjunto Rod Rosenstein como fiscal especial que supervisa una investigación en curso sobre presunta intervención electoral extranjera por parte de Rusia en las elecciones presidenciales estadounidenses de 2016.

## Nombramiento
Mueller fue nombrado por George W. Bush y tomó posesión de su cargo el 4 de septiembre de 2001. Mueller renunció el 4 de septiembre de 2013, y fue reemplazado por James Comey.

## Formación previa
Nacido en Nueva York, se graduó en la Universidad de Princeton en 1966, y luego obtuvo un Posgrado en Relaciones Internacionales en 1969 en la Universidad de Nueva York.
Se alistó en el cuerpo de Marines de su país y participó a principios de los años 1970 en la Guerra de Vietnam.
Tras la guerra se graduó en Derecho en la Universidad de Virginia. Trabajó como abogado en San Francisco, para luego pasar a la oficina del fiscal federal de los Estados Unidos, primero en San Francisco y luego en Boston. Posteriormente se unió a una firma de abogados (Hill y Barlow).
Se unió de nuevo a la fiscalía federal, participando en casos notorios, como el del general panameño Manuel Noriega.

## Nombramiento como fiscal especial en 2017
El 17 de mayo de 2017, el fiscal general Adjunto Rod Rosenstein nombró a Mueller para servir como asesor especial del Departamento de Justicia de los Estados Unidos. En esta capacidad, Mueller supervisa la investigación sobre "cualquier vínculo y / o coordinación entre el gobierno ruso y personas asociadas con la campaña del presidente Donald Trump, y cualquier asunto que haya surgido o pueda surgir directamente de la investigación".
El 14 de junio de 2017, el Washington Post informó que la oficina de Mueller también está investigando personalmente al presidente Trump por posible obstrucción a la justicia, en referencia a la investigación rusa.
El 30 de octubre de 2017, Mueller presentó cargos contra Paul Manafort y Rick Gates. Los 12 cargos incluyen conspiración para lavar dinero, violaciones de la Ley de Registro de Agentes Extranjeros de 1938 (FARA) como agente no registrado de un director extranjero, declaraciones falsas y engañosas de FARA y conspiración contra los Estados Unidos.
El 1 de diciembre de 2017, Mueller llegó a un acuerdo con el exasesor de seguridad nacional Michael T. Flynn, quien se declaró culpable de dar falso testimonio al FBI sobre sus contactos con el embajador ruso Sergey Kislyak. Como parte de las negociaciones de Flynn, no se espera que su hijo, Michael G. Flynn, sea acusado, y Flynn está preparado para testificar que los altos funcionarios del equipo de Trump lo dirigieron a contactarse con los rusos.